# Tribute Games

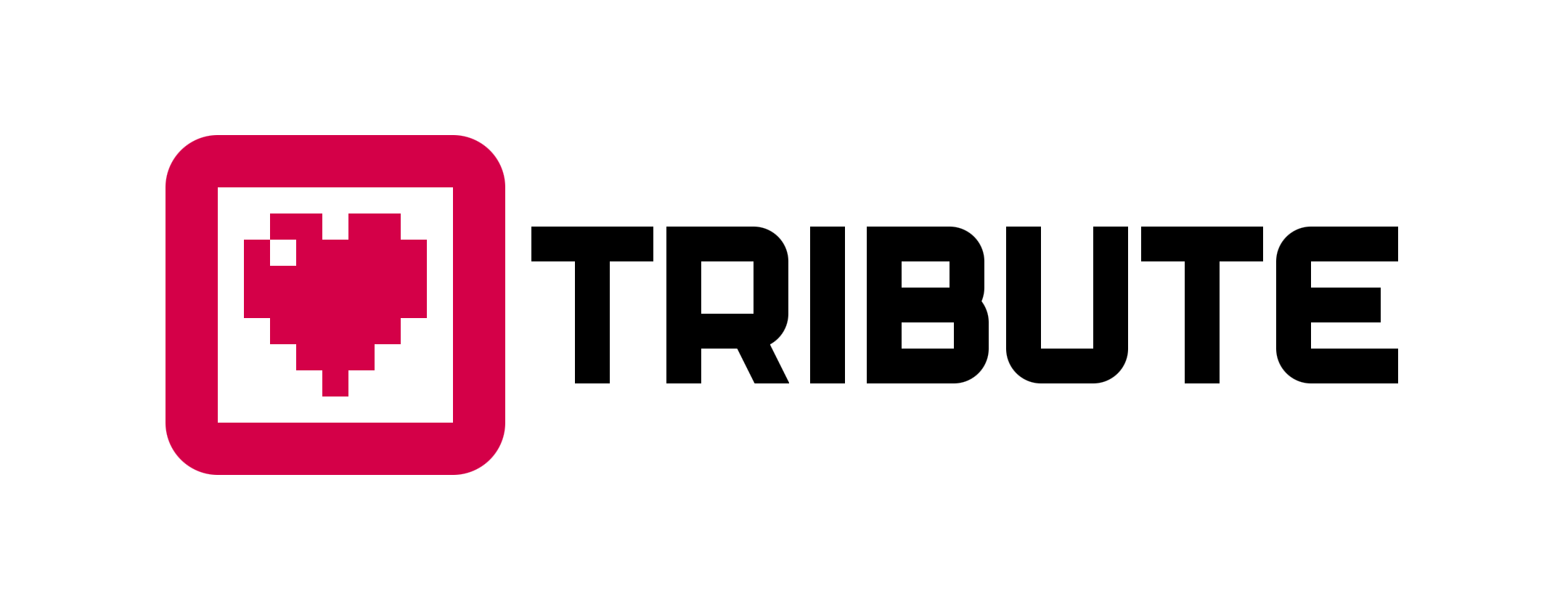
Logo Tribute Games

Tribute Games – niezależny producent gier komputerowych z siedzibą w Kanadzie, w Montrealu. Działalność przedsiębiorstwa skupia się na grach retro przeznaczonych na iOS, Windows oraz na produkcjach pobieranych na konsole. Zostało założone w 2011 roku przez byłych pracowników Ubisoftu:  Jonathana Lavigne'a, Jeana-François Majora oraz Justina Cyra, którzy pracowali między innymi nad grą Scott Pilgrim vs. the World: The Game.

## Wyprodukowane gry
| Tytuł           | Rok wydania | Platformy                                  | Wydawca       |
| --------------- | ----------- | ------------------------------------------ | ------------- |
| Wizorb          | 2011        | Windows, XBLIG, PS Minis, Linux, OS X, iOS | Tribute Games |
| Mercenary Kings | 2013        | Windows, PlayStation 4                     | Tribute Games |